# Tautvydas Sabonis
Tautvydas Sabonis (Valladolid, España, 1 de mayo de 1992) es un exjugador de baloncesto lituano. Su último equipo fue el Amics del Bàsquet Castelló de la Adecco Oro. Con 2,03 metros, jugaba en la posición de alero.

## Trayectoria
Comenzó sus primeros pasos en el filial del Unicaja de Málaga, el CB Axarquía de la Adecco Oro. En verano de 2014 el canterano del Unicaja estaba pendiente de ver si se concretaba alguna opción que tenía para jugar en la ACB, aunque parece que el rol más protagonista que tendrá en el CB Axarquía permitirá que su progresión continúe.
En agosto de 2019 Tautvydas Sabonis anuncia que abandona la práctica del baloncesto como jugador profesional para comenzar una nueva etapa en los banquillos, como asistente del equipo filial del Zalgiris Kaunas lituano.

## Vida personal
Es hijo de Arvydas Sabonis, uno de los jugadores más importantes de Europa en los años 80 y 90. Su hermano Domantas Sabonis  (n. 1996) también es jugador de baloncesto y fue formado igualmente en la cantera del CB Málaga.